# Vlaamse Vereniging van Studenten
De Vlaamse Vereniging van Studenten is de koepelorganisatie van studentenraden en de officiële vertegenwoordiging van elke student in een hogeschool of universiteit van de Vlaamse Gemeenschap. De vereniging strijdt voor een kwaliteitsvol en democratisch hoger onderwijs. Ze streeft daarbij naar evenredige participatie voor alle kansengroepen.
Sinds 1938 vertolkt de Vlaamse Vereniging van Studenten de stem van de studenten op gewests-, gemeenschaps-, federaal en internationaal niveau. Hiervoor stuurt ze vertegenwoordigers naar adviesorganen, werkgroepen en commissies. De vereniging ondersteunt lokale studentenraden door vormingen op maat aan te bieden. Ze beantwoordt de vragen en bezorgdheden van studenten door het onderwijsbeleid in Vlaanderen rechtstreeks aan te pakken. De Vlaamse overheid financiert en erkent de koepelorganisatie als decretaal verankerde gesprekspartner.

## Geschiedenis
In 1938 werd de Vereniging der Vlaamse Studenten opgericht, later de Vereniging van Vlaamse Studenten. Deze overkoepeling had na verloop van tijd alle Nederlandstalige (Vlaamse) studenten in België als lid. Dit lidmaatschap was automatisch, maar studenten konden zich wel uitschrijven. In de eerste jaren was de organisatie vooral een zaak van de Gentse en Leuvense universiteitsstudenten (KVHV).
Vanaf 1970 werd het automatisch lidmaatschap in vraag gesteld door een links-radicale tendens. In 1977 evolueerde de vereniging naar een exclusief individuele studentenvertegenwoordiging. Dit ondergroef haar slagkracht meer dan 16 jaar lang en resulteerde in een ernstig democratisch deficit. Er was een gebrek aan een volwaardig beleidsorgaan en een onderhandelaar voor de studenten in Vlaanderen. Van 1974 tot 1990 kreeg ze als ondertitel VVS-Studentenvakbeweging (VVS-SVB) mee.
In 1993 sloegen de toenmalige studentenraden de handen terug in elkaar en maakten opnieuw een exclusieve overkoepeling van lokale studentenraden. Zes jaar later resulteerde deze volwaardige werking op Vlaams niveau en in alle hoger onderwijsmilieus in de officiële erkenning als de Vlaamse studentenoverkoepeling. De Vlaamse Regering maakte decretaal bekend dat ze studenten- en scholierenkoepels als officiële adviesorganen erkende. In 2000 werd de vereniging herdoopt tot Vlaamse Vereniging van Studenten en kreeg ze een nieuwe huisstijl.

## Doelstellingen
VVS plaatst het verdedigen van de rechten van studenten en toekomstige studenten in het ruimer kader van de democratisering van het onderwijs. Voor VVS betekent dit dat iedereen het recht heeft om zonder financiële, materiële, socioculturele of andere drempels en in overeenstemming met zijn of haar capaciteiten het onderwijs van zijn of haar keuze te volgen. Democratisering gaat met andere woorden over gelijke kansen, zowel bij de instroom als bij de door- en uitstroom uit het hoger onderwijs. VVS streeft naar evenredige participatie waarbij de deelname van de verschillende kansengroepen in het hoger onderwijs in verhouding moet staan tot hun proportionele aandeel in de samenleving.
VVS stelt zichzelf de volgende doelstellingen:
1. het behartigen van de rechten en de belangen van alle studenten in het hoger onderwijs van de Vlaamse Gemeenschap zonder enige vorm van discriminatie;
2. het ontwikkelen van activiteiten om de democratisering van het onderwijs te stimuleren en te verdedigen;
3. het nastreven van onderwijs van de allerhoogste kwaliteit, aangezien democratisch onderwijs dat niet kwalitatief is, en kwalitatief onderwijs dat niet democratisch is, zinloos zijn. Onder onderwijs van de allerhoogste kwaliteit wordt verstaan methodisch, ontvoogdend, responsabiliserend en activerend onderwijs dat gericht is op menselijke zelfontplooiing, kritisch burgerschap en maatschappelijke inzetbaarheid en onderwijs dat kennis democratiseert in de samenleving;
4. het ijveren voor democratisch georganiseerde onderwijsinstellingen met reële, en voldoende ondersteunde studenteninspraak;
5. het zich inzetten voor de democratisering van de maatschappij, zoals de inzet om de democratische rechten en vrijheden van de gemeenschap en het individu te realiseren en de reeds gerealiseerde te consolideren, aangezien democratisch onderwijs slechts mogelijk is in een democratische maatschappij.

## Structuur

### Bestuur
Het Bestuur is de uitvoerende macht van de organisatie. De bestuurders zijn verantwoordelijk voor de algemene coördinatie en vertegenwoordiging van de vereniging. Ze behartigen de standpunten die door de leden van de Vlaamse Vereniging van Studenten zijn ingenomen en verdedigen de studentenbelangen. De bestuurders worden jaarlijks in mei en juni verkozen door de leden van de Algemene Vergadering. Hun mandaat duurt een jaar, van 1 augustus tot 31 juli.

### Staf
De stafmedewerkers zijn vaste personeelsleden die de bestuurders, rapporteurs en mandatarissen op inhoudelijk en administratief vlak ondersteunen. Ze zijn verantwoordelijk voor de dagelijkse werking van de organisatie en houden contact met externe partners. Ze houden zich ook bezig met de logistieke omkadering, en inbreng voor standpuntteksten, onderzoek en contacten.

### Algemene Vergadering
De Algemene Vergadering is het hoogste beslissingsorgaan en komt minimum vier keer samen per academiejaar. Ze geeft de strategische koers van de organisatie aan, opdat het Bestuur die lijn daarna kan uitvoeren. Het orgaan is samengesteld uit studentenvertegenwoordigers over heel Vlaanderen. Zij zetelen als vertegenwoordigers van hun lokale studentenraad en kunnen gebruik maken van een proportioneel aantal stemmen binnen de Algemene Vergadering.

### Bureau
Het Bureau is het inhoudelijke beslissingsorgaan en komt maandelijks samen. Het is erop gericht om standpunten te ontwikkelen in het belang van alle studenten in Vlaanderen en Brussel, en dus niet in het belang van de eigen lokale studentenraad. In tegenstelling tot de Algemene Vergadering heeft iedere studentenraad op het Bureau één stem en beslissen de leden bij voorkeur in consensus. Het Bureau volgt in functie van haar inhoudelijke rol ook de rapporteurs en de mandatarissen van externe vergaderingen op. Rapporteurs organiseren intern werkgroepen om inhoudelijke standpunten voor te bereiden. Mandatarissen zetelen in externe vergaderingen en verkondigen er het perspectief van de organisatie. Het Bureau en de Algemene Vergadering delen de beslissingsbevoegdheid om een werkgroep op te richten.

### Werkgroepen
Een werkgroep bereidt een standpunt van de organisatie grondig voor. Een rapporteur organiseert de werkgroepen en zorgt voor een kwalitatieve terugkoppeling naar het Bureau. De werkgroepen behandelen een specifiek onderwerp, zodat het voorbereidende werk concreet en relevant blijft om nadien overgedragen te worden aan het Bureau. De leden van het Bureau bespreken wat uit de werkgroep naar voor is gekomen en stemmen nadien een uiteindelijk standpunt. De rapporteur en eventuele co-rapporteur worden op het Bureau aangeduid.

### Intern Audit Comité
Het Intern Audit Comité is samengesteld uit oud-studentenvertegenwoordigers met ervaring in de Vlaamse Vereniging van Studenten. Vanuit deze expertise ondersteunen zij het Bestuur en de Algemene Vergadering op een adviserende en controlerende manier. Ze zijn sterk betrokken bij de opmaak van de begroting en de jaarrekening, het personeelsbeleid en hervormingen.
| Provincie       | Instelling   | Studentenraad                                     |
| --------------- | ------------ | ------------------------------------------------- |
| West-Vlaanderen | Hogeschool   | Studentenraad VIVES Noord                         |
| West-Vlaanderen | Hogeschool   | Studentenraad VIVES Zuid                          |
| West-Vlaanderen | Hogeschool   | Studentenraad HOWEST                              |
| Oost-Vlaanderen | Universiteit | Gentse Studentenraad                              |
| Oost-Vlaanderen | Hogeschool   | Studentenraad Arteveldehogeschool                 |
| Oost-Vlaanderen | Hogeschool   | Revolte Studentenraad HOGENT                      |
| Antwerpen       | Universiteit | Studentenraad Universiteit Antwerpen              |
| Antwerpen       | Hogeschool   | Studentenraad KdG                                 |
| Antwerpen       | Hogeschool   | Studentenraad Thomas More Mechelen-Antwerpen      |
| Antwerpen       | Hogeschool   | Studentenraad Thomas More Kempen                  |
| Antwerpen       | Hogeschool   | Algemene Studentenraad AP                         |
| Antwerpen       | Hogeschool   | Studentenraad Hogere Zeevaartschool               |
| Limburg         | Hogeschool   | Studentenraad PXL                                 |
| Limburg         | Universiteit | Studentenraad UHasselt                            |
| Limburg         | Hogeschool   | Studentenraad UCLL Limburg                        |
| Brussel         | Universiteit | Studentenraad VUB                                 |
| Brussel         | Hogeschool   | Studentenraad Erasmushogeschool Brussel           |
| Brussel         | Hogeschool   | Studentenraad Odisee                              |
| Vlaams-Brabant  | Universiteit | Studentenraad KU Leuven                           |
| Vlaams-Brabant  | Universiteit | Studentenraad Evangelische Theologische Faculteit |

## Bekende oud-VVS'ers
- Hugo Coveliers
- Freddy Van Gaever
- Wilfried Martens
- Johan Van Hecke
- Kris Merckx
- Ludo Martens
- Willy Claes
- Luc Van den Bossche
- Paul Goossens
- Stefan Blommaert
- Frank Vandenbroucke
- Leo Hellemans
- Louis van Dievel
- Gaston Geens
- Jos Chabert
- Paul Devlies